# 渣泽站
渣泽站是一个京沪线上的铁路车站，位于江苏省丹徒县三山乡渣泽，建于1919年，目前为四等站，邮政编码为212143。目前客运：办理旅客乘降；不办理行李、包裹托运；不办理货运营业。